# 南の島の小さな飛行機 バーディー
『南の島の小さな飛行機 バーディー』（みなみのしまのちいさなひこうき バーディー）は、2006年（平成18年）から2010年（平成22年）3月27日まで
までNHK教育テレビで放送されたCGアニメ。全105話。

## 概要
第60話までは問題なく放送されていたが、主人公・バーティー役のくまいもとこが病気療養により降板することになり、後任が決まるまでは穴埋めとして、2006年11月11日から翌年3月31日まで再放送になり、4月2日から新キャストを迎え放送を再開し、11月7日に最終回を迎えた。
その次週14日からは再び再放送になり、2010年3月27日に放送を終了した。

## キャラクター

### メイン
バーディー
声 - くまいもとこ（第1話 - 第60話） → 神崎ちろ（第61話 - 最終話）
主人公。就航2年目の犬の顔をした小型遊覧飛行機。プロペラは部品が足りない為に手作りの特別品でバーディーのお気に入り。真面目で頑張り屋で責任感・正義感も強いが、向こう見ずな所もある。雷が苦手。音痴。
フィリップ
声 - 瀧本富士子
就航2年目のメダカの形をした小型遊覧ヘリコプター。研究所仕様の為、高性能な計算記憶装置（コンピュータ）を備えてそれを駆使して度々活躍する。バーディーの一番の友人。同型機の「クリップ」が存在する。
アニー
声 - 豊口めぐみ
就航1年目の金魚の形をした小型遊覧ヘリコプター。自他共に認めるバードパラダイス空港のアイドル。時々お茶目な面を見せてバーディーやフィリップを振り回す。怒ると怖い。

### バードパラダイス空港の主な関係者
ビッグパパ
声 - 石塚運昇
ベテランの航空管制塔。バードパラダイス空港の離着陸の計画・指示は全て彼が担当する。頭の上にはレーダーがついている。
ビッグママ
声 - 井上喜久子
バードパラダイス空港の格納庫。飛行艇であるモーガン以外の航空機は全て彼女の中で休息する。常に温和だが、怒ると格納庫の扉を締め切って寝てしまう。
パトリック
声 - くじら
パワーとスピードを誇る柴犬の顔をしたタンデムローター式の大型貨物ヘリコプター。元気過ぎてそそっかしい面もある。マーガレットに思いを寄せている。
ロバート
声 - 立花慎之介
バードパラダイス空港で最も速いサンマの形をした中型ジェット旅客機。
自慢の下部尾翼をピカピカに磨いているお洒落さんで、女性への礼儀は欠かさない。しかし、逆にナンシーにはそこが嫌われている。
パーマー
声 - 茶風林
元王室専用機のアロワナの形をした中型旅客機。機体規模はバードパラダイス空港で最大。器量も最大で機転が利き、幾多のトラブルを難なく解決する。王室専用機だったためマナーは完璧で、VIPの担当は必ず彼に任される。決して怒る事も叱る事もなく人を指導でき、何でも良く知っている。
モーガン
声 - 丸山詠二
就航70年のベテランの郵便物を運搬する飛行艇。故障で一日休んだ以外はハリケーンの中でも休まず働いている事が自慢で「ミスターハリケーン」の異名を持つ。経験の豊富さからバーディーたちが色々と相談や質問をぶつけるが、たいていよく分からない答えが返ってくる。飛行艇なのでサーフィンが得意でどんな大波にも乗る。
ジョニー
声 - 竹田雅則
コーストガードの鷹の形をした中型ジェット機。パンチョスとコンビを組む。責任感が強く頼りになり、何度かバーディーを救ってくれた。ニヒルで物事に動じない。
パンチョス
声 - 矢部雅史
コーストガードのイワトビペンギンの形をした飛行艇。ジョニーとコンビを組む。ジョニー同様ニヒル。モーガンとはサーフィン仲間。口癖は「～だムーチョ」。

### フラビーモス
ドン・モスキート
声 - 西本理一
合衆連邦から出稼ぎに来る蚊の形をした双発ジェット機。
フライ、ビーと共にフラビーモスを名乗り、バードパラダイス空港乗っ取りを狙ったり、乱暴を働いたり迷惑行為をするが、人情があって悪者らしくない行動を取ることもある。計画性に優れて見えるが、どこか片手落ちになっていて打ち出す計画そのものに欠陥がある事が多い。必殺技はジェットエンジンを利用した「おならファイアー」。口癖は「～だぷーん」。
フライ
声 - 松崎亜希子
合衆連邦から出稼ぎに来るハエの形をした小型機。モスキートの子分でよく従うがあまり役に立たない。いつも前輪をすり合わせている。口癖は「～だフライ」。
ビー
声 - 市来光弘
合衆連邦から出稼ぎに来るミツバチの形をした垂直離着陸旅客機。冴えない風貌で、フラビーモスでは最も冷静沈着だが、モスキートはあまり彼の話を聞かない。口癖は「～だビー」。

### その他
サージェント・スカイシャーク
声 - 石井康嗣
サメの形をしたファイアーペイントの複葉機。世界中のレースを総なめにする一流の飛行テクニックを持ったプロでバーディーの憧れの的。
正体を明かさず謎だらけで、周囲からは彼を空の盗賊デビルシャークだという噂で恐れられている。その為かコーストガードのジョニーとパンチョスに追い回されるが簡単に撒いてしまう。デビルシャーク自体は作中には登場しない。しかし、バーディを色々指導したりフィリップを助けたりと面倒見の良いところもある。
「早起きと嘘吐きが嫌いだ」と言うなど、「オレは○○が嫌いだ。」という台詞で多くの事を語る。
ホエール
声 - 玉川砂記子
クジラの形をした大型飛行船。その巨体にフラビーモスも逃げ出す。歌が大好きで歌いながら宣伝広告を仕事にしている。ドルーとフィンの母親のような存在。
ドルー
声 - 國立幸
イルカの形をした遊覧飛行船。映画の撮影に使われる事も。常にフィンと一緒にいる。
フィン
声 - 花村怜美
ドルーと同型の遊覧飛行船。ドルーとは双子のような存在でスペックや仕事は同じ。
ボギー
声 - つぶやきシロー
バードパラダイス空港のカエルの形をした給油車。空を飛ぶ事を夢見ていてジェットエンジンを付けるなどして挑戦するが失敗する。一度だけ宇宙を飛んだ事がある。それ以外は至って無欲で仕事に忠実。口癖は「～なんだなー」。
ナンシー
声 - 浅野まゆみ
バードパラダイス空港専属の消防車。海千山千のつわものでフラビーモスも手玉に取るほど。ドライブテクニックも一品。話す時のイントネーションが非常に個性的。
マーガレット
声 - 山川亜弥
バードパラダイス空港専属の救急車。救急車らしい優しい性格だが、それが空回りして冷静さを失う事も。
スタンリー
声 - 田中完
バードパラダイス空港の牽引車。規則に厳しく仕事を正確にこなし不正を許さないが、必要に応じて規則を曲げる事もできる柔軟さも持つ。空港のあらゆる場所に目を光らせて空港機能の維持に努めている。
JJ（プリンス・ジョーイ・ジャクソン・ゴールドジュニア）
声 - 諏訪部順一
クリップ
声 - 瀧本富士子
フィリップの同型機。

## スタッフ
- 監督：ボブ白旗
- 監督補：佐藤照雄
- アニメーション監修：ジミー・ムラカミ
- 音楽：細野晴臣／岡田崇／コシミハル／木本靖夫／MCU／山路敦
- シリーズ構成：田中哲生／西村純二
- キャラクターデザイン／美術設定：河南正昭
- 3D監督：馬場就大
- 色彩設計：松本真司
- 効果：山田稔
- 録音：えびなやすのり
- 編集：松村正宏
- アニメーション制作担当：宮本逸雄
- プロデューサー：柴田裕司
- アニメーションプロデューサー：野口和紀
- 制作統括：柏木敦子／薄井正人
- 共同制作：総合ビジョン
- アニメーション制作：スタジオディーン
- 制作／著作：NHK

### 各話スタッフ
- 脚本：玉井豪／その他
- 絵コンテ：小寺勝之／その他
- モデリング：チョン ジュン ヒョウン／その他
- アニメーター：ゾ ザン ファン／パック ウ ミン／リ ヒョン グ／リ ゾング ヨン／ギム ヨン ソン／その他
- ライティング：ギム デ チァン／ピョ ビョン ゴン／ハン ギョン ウン／シン チョン ソプ／その他

## 主題歌
オープニングテーマ「ぼくの気持ち」
作詞：矢野顕子／作曲・編曲：細野晴臣／歌：黒川芽以
エンディングテーマ「FLY ME」
作詞・作曲・歌：矢野顕子／編曲：細野晴臣

## 各話リスト
| 1  | とっておきのフライト     | 36 | クリップがやって来た             | 71  | 目指せ！花形キャスター   |
| 2  | バーディー、ママになる   | 37 | ビッグママ大変身!?               | 72  | またまたアイドル仮面     |
| 3  | フィリップ泥だらけになる | 38 | ミステリーサークルの謎           | 73  | 出てこいスタンリー       |
| 4  | 嵐の郵便飛行             | 39 | アニーのラッキー予報             | 74  | モーガンとめいそう修行   |
| 5  | 空のアーティスト         | 40 | 伝説の大花火                     | 75  | 宝物はどこだ!?           |
| 6  | スカイアスロンで勝負！   | 41 | わがままモーガン                 | 76  | ハッピーハネムーン       |
| 7  | のっとり大作戦           | 42 | またまたスカイシャーク           | 77  | 青空の向こう側           |
| 8  | 南の島のナイスガイ       | 43 | すてきなマーガレット             | 78  | スカイシャークと掃除当番 |
| 9  | バーディーの紳士修行     | 44 | がんばれフィリップ！             | 79  | フラビーモスVSナンシー   |
| 10 | 空飛ぶボギー             | 45 | CM大作戦                         | 80  | ボギーのわらしべ長者     |
| 11 | 恐怖のばくだん           | 46 | たのしい大掃除                   | 81  | 鳥の神様                 |
| 12 | ビッグパパ、歩く!?       | 47 | フラビーモス、パパになる         | 82  | バーディーとヤシの木     |
| 13 | 歌う飛行船               | 48 | コンビ解消？コーストガード       | 83  | メッセージボトル         |
| 14 | スカイシャーク登場！     | 49 | ボギー、空と話す                 | 84  | バーディー、家出する     |
| 15 | 秘密基地発見!?           | 50 | パーマーとふたりのマダム         | 85  | 浜辺のミステリー         |
| 16 | がんばれプロペラ！       | 51 | 道草しないで！                   | 86  | 停電で大ピンチ           |
| 17 | 遅刻しないで！           | 52 | 子分になりたい                   | 87  | 旅する気球               |
| 18 | こいこい大パニック       | 53 | 空中サッカーで勝負！             | 88  | きこえてるよバーディー   |
| 19 | アニーの特別プラン       | 54 | フラビーモス大特訓！             | 89  | じめじめバーディー       |
| 20 | 元気かいふく大作戦       | 55 | アイドル仮面ふたたび             | 90  | かんぺきな計画           |
| 21 | 大風にがんばる           | 56 | しあわせのクローバー             | 91  | バーディー食べられる？   |
| 22 | あの波に乗れ             | 57 | アニーはレディ？                 | 92  | スター誕生!?             |
| 23 | 機体検査は規則です       | 58 | ぼくはコーストガード             | 93  | ビッグママの災難         |
| 24 | おしゃれ大作戦           | 59 | アクションスターがくる！         | 94  | ファンレターでドキドキ   |
| 25 | スカイシャーク再び       | 60 | スカイシャークはデビルシャーク？ | 95  | バーディー病気になる？   |
| 26 | 私はアイドル！           | 61 | バーディー、ジェット機になる!?   | 96  | モグラ大パニック！       |
| 27 | がんばれ空の消防団！     | 62 | ひげよさらば                     | 97  | ビッグパパの災難         |
| 28 | つりで勝負！             | 63 | フラビーモス放送局               | 98  | ビッグママ怒る           |
| 29 | 空港危機一髪！           | 64 | ケンカの行方                     | 99  | あおぞらの真実           |
| 30 | サラマンダーあらわる？   | 65 | ひこうき墓場                     | 100 | ビリビリバーディー       |
| 31 | ボギー空を飛びすぎる!?   | 66 | 似てないもん                     | 101 | 神様のおつげ             |
| 32 | 雪のサンタ               | 67 | フィリップの採用試験             | 102 | 一番いい燃料は？         |
| 33 | ホエール着陸！           | 68 | ボギー、流される                 | 103 | 王妃様がやってくる       |
| 34 | グッドラック・イエロー   | 69 | 赤いリボン                       | 104 | まぼろしの島             |
| 35 | アイドル仮面誕生         | 70 | 二人はひっつく                   | 105 | 犯人はバーディー？       |

## 放送日・放送時間
- 2006年度（2006年4月から2007年3月） 土曜・日曜 17時50分 - 18時00分
- 2007年度（2007年4月から2008年3月） 月曜 - 水曜 7時15分 - 7時25分
- 2008年度（2008年4月から2010年3月） 土曜 7時15分 - 7時25分

※2007年11月14日以降は、全て再放送になる。
- 過去にディズニー・チャンネルにも放送された。